# جو گومز
جوزف دیوید گومز (انگلیسی: Joseph David Gomez زادهٔ ۲۳ مهٔ ۱۹۹۷) یک بازیکن فوتبال دورگه اهل بریتانیا و گامبیا است که برای تیم لیورپول بازی می‌کند.
از باشگاه‌هایی که در آن بازی کرده‌است می‌توان به چارلتون اتلتیک و لیورپول اشاره کرد. جو گومز در جام ملت‌های زیر ۱۷ سال اروپا به همراه تیم ملی زیر ۱۷ سال انگلستان در کشور مالت در حالی به عنوان قهرمانی دست یافت که در تمامی دقایق پنج بازی این تیم در این مسابقات یار ثابت تیمش بود.

گومز در تاریخ ۲۰ ژوئن ۲۰۱۵ قراردادی ۵ ساله به ارزش ۳٫۵ میلیون پوند را با تیم لیورپول به امضاء رساند و همچنین وی در تاریخ ۱۰ دسامبر ۲۰۱۸ قرارداد خودش را تا ۲۰۲۴ تمدید کرد.
جو گومز تا اکنون بیش از ۱۲۰ بازی در لیگ برتر انگلیس انجام داده است که موفق به ثبت گل نشده است.